# Vi önska nu vår brudgum och brud
Vi önska nu vår brudgum och brud er en svensk bryllupssalme skrevet af Petrus Johannis Rudbeckius 1622, bearbejdet af Jesper Swedberg 1694 til en salme med fire vers og af Svante Alin 1908 til tre vers. 
Salmen indledtes 1695 med ordene:
Wij önske nu wår brudgum och brudh
Gudz Faders ewiga nåde
Melodien er en tonsætning fra 1697.

## Publiceret som
- Nr. 328 i 1695 års psalmbok under overskriften "Psalmer angående thet H. Ächtenskaps ståndet"
- Nr. 571 i Nya psalmer 1921, tillægget til 1819 års psalmbok under overskriften "Kyrkan och nådemedlen: Ordets ämbete och församlingslivet: Vid brudvigsel".
- Nr. 232 i 1937 års psalmbok under overskriften "Vigsel".